# Mimaropa

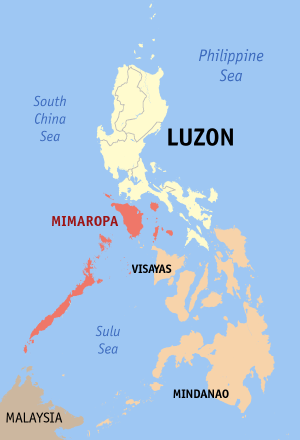
Położenie regionu MIMAROPA

MIMAROPA (Region IV-B) – jeden z 18 regionów Filipin, położony między Morzem Południowochińskim a morzem Sulu w zachodniej części kraju. Jest jednym z dwóch regionów obok Eastern Visayas niemających granicy lądowej z innym regionem. MIMAROPA to skrótowiec pochodzący od nazw prowincji wchodzących w skład regionu (MIndoro, MArinduque, ROmblon, PAlawan): W skład regionu wchodzi 5 prowincji: 
- Marinduque
- Occidental Mindoro
- Oriental Mindoro
- Palawan
- Romblon

Ośrodkiem administracyjnym jest miasto Calapan w prowincji Oriental Mindoro. 
Powierzchnia regionu wynosi 27 456 km². Jest największym regionem Filipin. W 2010 jego populacja liczyła 2 744 671 mieszkańców.